# Avry-devant-Pont
Avry-devant-Pont (toponimo francese) è una frazione di 471 abitanti del comune svizzero di Pont-en-Ogoz, nel Canton Friburgo (distretto della Gruyère).

## Storia

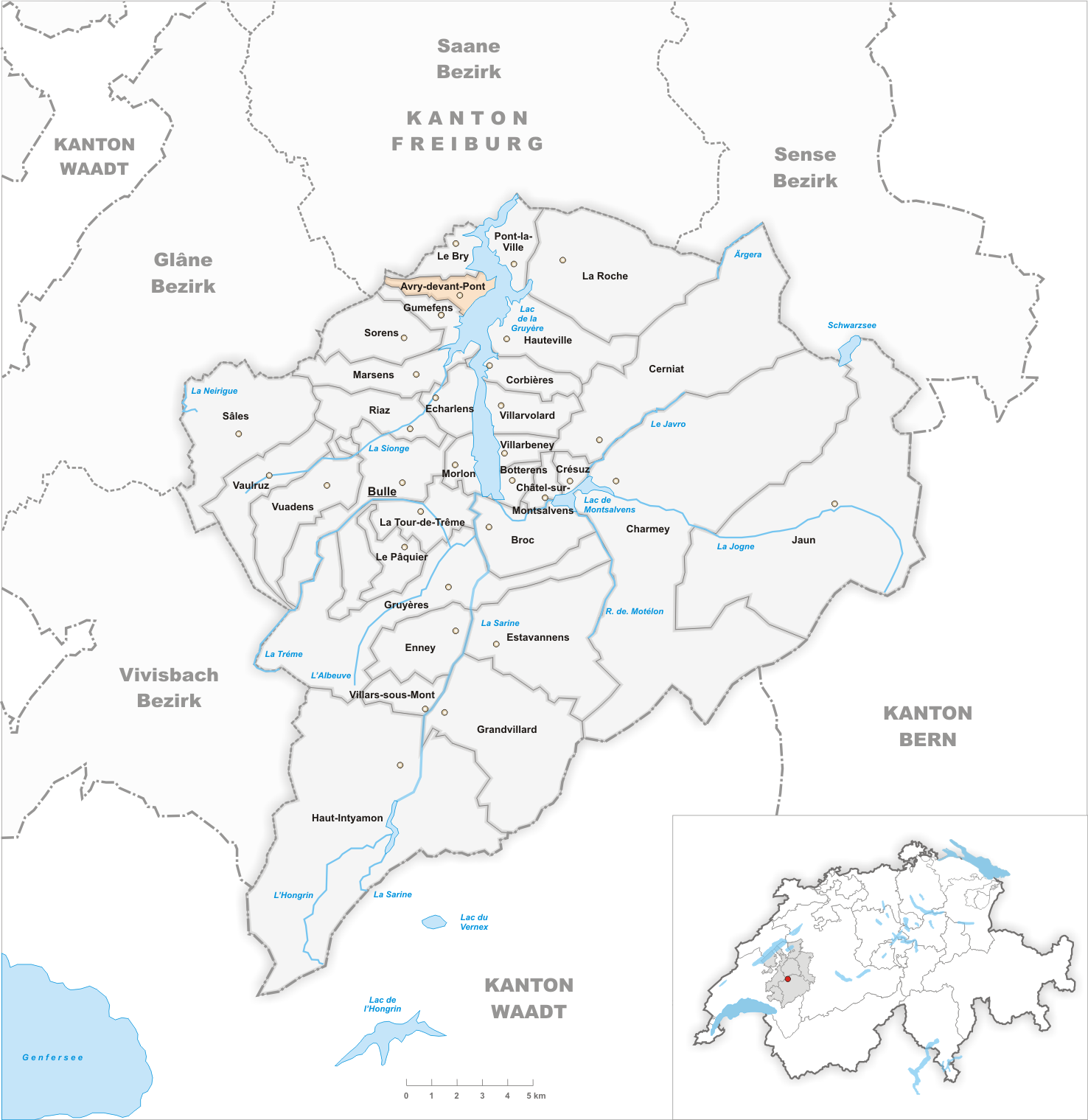
Il territorio del comune di Avry-devant-Pont prima degli accorpamenti comunali del 2003

Già comune autonomo, il 1º gennaio 2003 è stato accorpato agli altri comuni soppressi di Le Bry e Gumefens per formare il nuovo comune di Pont-en-Ogoz, del quale Avry-devant-Pont è il capoluogo.

## Monumenti e luoghi d'interesse
- Chiesa cattolica di San Martino, attestata dal 1177 e ricostruita nel 1833[1].

## Società

### Evoluzione demografica
L'evoluzione demografica è riportata nella seguente tabella:
Abitanti censiti

## Amministrazione
Ogni famiglia originaria del luogo fa parte del comune patriziale che ha la responsabilità della manutenzione di ogni bene comune.